# Psychotria
Psychotria L. è un genere di piante della famiglia delle Rubiacee, con areale pantropicale.

## Tassonomia
Il genere comprende oltre 1600 specie.

### Alcune specie

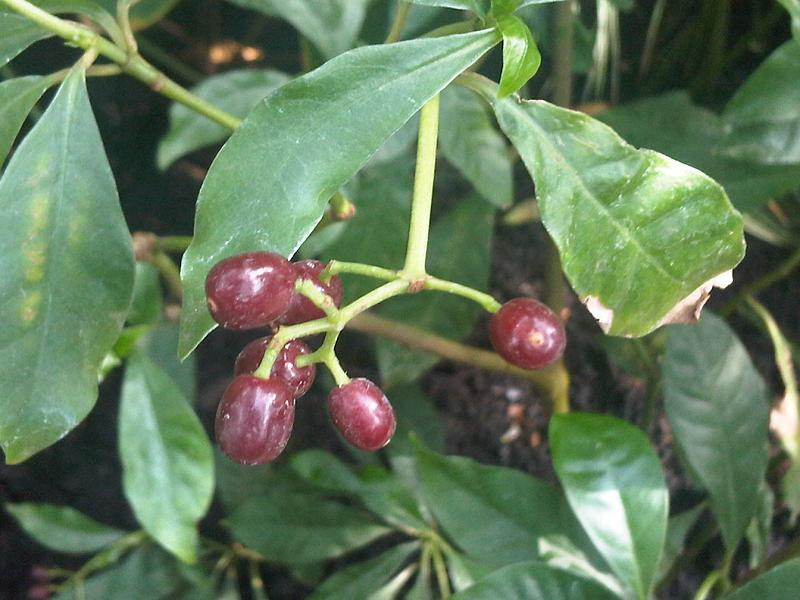
Psychotria carthagenensis
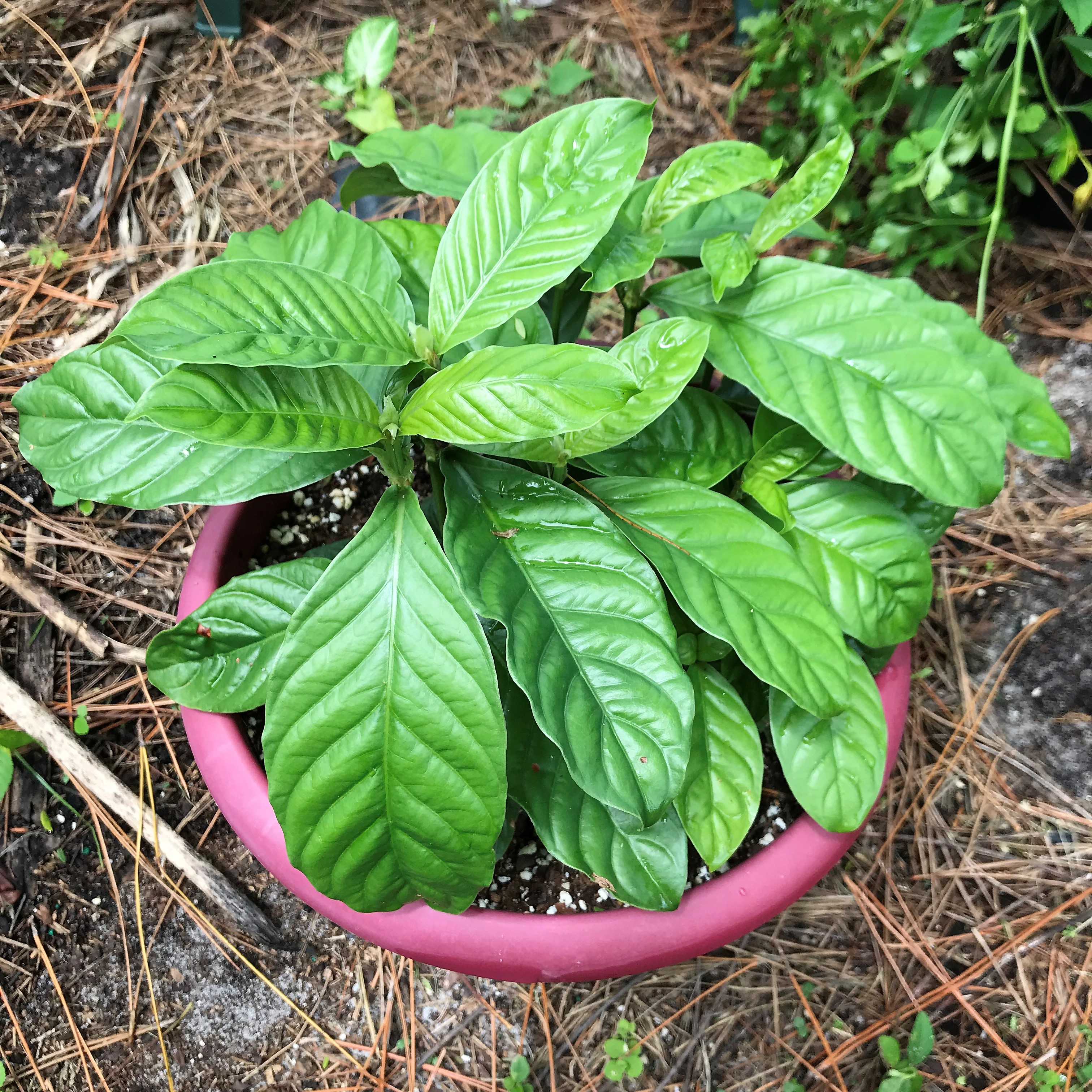
Psychotria viridis